# Comisión Nacional del Sistema de Ahorro para el Retiro
La Comisión Nacional del Sistema de Ahorro para el Retiro (Consar, por su acrónimo) es un órgano administrativo de México desconcentrado de la Secretaría de Hacienda y Crédito Público cuya labor fundamental es la de regular el Sistema de Ahorro para el Retiro (SAR) que está constituido por las cuentas individuales, propiedad de los trabajadores. Estas cuentas acumulan las aportaciones que realizan trabajador, patrón y gobierno, y son administradas por las Administradoras de Fondos para el Retiro (AFORES) para ser entregadas a los trabajadores al momento de su retiro.

## Facultades
La Consar tiene, entre otras, las siguientes funciones:
- Emitir, en el ámbito de su competencia, la regulación a la que se sujetarán los participantes en los Sistemas de Ahorro para el Retiro.
- Vigilar que se resguarden debidamente los recursos de los trabajadores.
- Supervisar que los recursos de los trabajadores se inviertan de acuerdo a los parámetros y límites establecidos por la Comisión (Régimen de inversión).
- Supervisar que se ofrezca la información requerida para los trabajadores (por ejemplo, que se envíe el Estado de Cuenta tres veces por año).
- Imponer multas a las AFORES y sanciones a los empleados de estas en caso de algún incumplimiento.

Con todo ello, procura que el SAR funcione y que también sean respetados los derechos de los trabajadores. 
Los Órganos de Gobierno de la CONSAR los constituye la Junta de Gobierno, la Presidencia y el Comité Consultivo.

## Organización

### Junta de Gobierno
La Junta de Gobierno es un órgano tripartito integrado por los sectores obrero, patronal y gubernamental, que tiene como objetivo emitir las reglas de carácter general y otorgar, modificar o revocar las autorizaciones para la operación y funcionamiento del Sistema de Ahorro para el Retiro y sus participantes. Está integrada por el Secretario de Hacienda y Crédito Público (quien la preside), el presidente de la Comisión Nacional del Sistema de Ahorro para el Retiro, dos vicepresidentes de la misma y otros trece vocales. Dichos vocales son el Secretario del Trabajo y Previsión Social, el Gobernador del Banco de México, el Subsecretario de Hacienda y Crédito Público, el Director General del Instituto Mexicano del Seguro Social, el director general del Instituto del Fondo Nacional de la Vivienda para los Trabajadores, el director general del Instituto de Seguridad y Servicios Sociales de los Trabajadores del Estado, el presidente de la Comisión Nacional Bancaria y de Valores y el presidente de la Comisión Nacional de Seguros y Fianzas. Los cinco vocales restantes son designados por el Secretario de Hacienda y Crédito Público debiendo ser cuatro representantes de las organizaciones nacionales de trabajadores, actualmente 2 de la Confederación de Trabajadores de México (CTM), uno de la Confederación Revolucionaria de Obreros y Campesinos (CROC) y uno de la Confederación Regional Obrera Mexicana (CROM), además uno de los correspondientes a los patrones, actualmente la Confederación de Cámaras Industriales (Concamin), que formen parte del Comité Consultivo y de Vigilancia.

### Presidente de la Comisión
El Presidente de la Comisión es la máxima autoridad administrativa de esta y ejerce las facultades que le otorga la Ley (SAR) y las que le delegue la Junta de Gobierno.
| Presidentes                 | Periodo                                           |
| --------------------------- | ------------------------------------------------- |
| Alejandro Reynoso del Valle | 1 de agosto de 1994 - 20 de noviembre de 1994     |
| Gabriela Torres Ramírez     | 1 de diciembre de 1994 - 22 de enero de 1995      |
| Fernando Solís Soberón      | 1 de marzo de 1995 - 31 de enero de 2000          |
| Guillermo Prieto Treviño    | 1 de febrero de 2000 - 30 de abril de 2001        |
| Vicente Corta Fernández     | 1 de mayo de 2001 - 15 de febrero de 2003         |
| Mario Gabriel Budebo        | 26 de febrero de 2003 - 7 de diciembre de 2006    |
| Moisés Schwartz Rosenthal   | 8 de diciembre de 2006 - 15 de enero de 2010      |
| Pedro Ordorica Leñero       | 16 de enero de 2010 - 6 de enero de 2013          |
| Carlos Ramírez Fuentes      | 7 de enero de 2013 - 30 de noviembre de 2018      |
| Abraham Everardo Vela Dib   | 1 de diciembre de 2018 - 15 de septiembre de 2021 |
| Iván H. Pliego Moreno       | 16 de septiembre de 2021 - 30 de abril de 2023    |
| Julio César Cervantes Parra | 1 de mayo de 2023-presente                        |

| Sector obrero |
| --- |
| Confederación de Trabajadores de México (CTM), Federación de Sindicatos de Trabajadores al Servicio del Estado (FSTSE), Confederación Revolucionaria de Obreros y Campesinos (CROC), Confederación Regional Obrera Mexicana (CROM) |
| Sector patronal |
| Confederación de Cámaras Industriales (Concamin), Confederación Nacional de Cámaras de Comercio (Concanaco), Confederación Patronal de la República Mexicana (Coparmex), Asociación de Bancos de México (ABM), Asociación Mexicana de Instituciones de Seguros (AMIS), Asociación Mexicana de Intermediarios Bursátiles (AMIB)                                    |
| Sector gubernamental |
| Secretaría de Hacienda y Crédito Público (SHCP), Instituto Mexicano del Seguro Social (IMSS), Instituto de Seguridad y Servicios Sociales de los Trabajadores del Estado (ISSSTE), Instituto del Fondo Nacional de la Vivienda para los Trabajadores (Infonavit), Banco de México, Secretaría del Trabajo y Previsión Social (STPS) y el presidente de la Consar. |